# Хэмилтон, Алекс
Джордж Александер Хэмилтон III (англ. George Alexander Hamilton III; род. 5 октября 1993, Marianna, Флорида) — американский профессиональный баскетболист, играющий на позиции атакующего защитника.

## Колледж
Алекс Хэмилтон учился в Луизианском технологическом университете с 2012 по 2016 г.
На последнем курсе в колледже получил награду баскетболиста года конференции США.

## Профессиональная карьера
В 2016-2018 г. выступал в G-лиге, а также в Летней лиге НБА за «Лос-Анджелес Клипперс», «Оклахома Сити Блю», «Санта-Круз Уорриорз», «Винди-Сити Буллз».
В 2016 г. подписал контракт с польским клубом «Домброва Горнича», но покинул команду, не сыграв за нее.
После «Винди-Сити Буллз» Хэмилтон уехал в Европу. Первым клубом в Европе стал литовский «Ювентус».
После «Ювентуса» Хэмилтон выступал за такие команды, как «Маккаби (Ришон-ле-Цион)», «Галатасарай», «Телеком Баскетс (Бонн)», «Хапоэль (Эйлат)», в 2022-2023 - снова за «Ювентус», «Волки Морские Щецин», «Маккаби Ирони Рамат Ган», «Хапоэль (Хайфа)», российские «Парма» и «Пари Нижний Новгород», пуэрто-риканский «Индиос де Маягуэс».